# NGC 2174
NGC 2174 أو سديم رأس السعدان هو سديم إشعاعي من منطقة هيدروجين II يتبع كوكبة الجبار. اكتشفه إدوارد ستيفان في 6 فبراير 1877.

## روابط خارجية
- NGC 2174 على موقع ويكي سكاي: DSS2, SDSS, GALEX, IRAS, Hydrogen α, X-Ray, Astrophoto, Sky Map, Articles and images